# Trackhouse Racing
La Trackhouse Racing est une écurie américaine de sport automobile qui participe à la NASCAR Cup Series et au MotoGP. L'équipe appartient à Trackhouse Entertainment Group, une entreprise créée par Justin Marks et le rappeur Armando Christian « Pitbull » Pérez.
L'écurie aligne deux voitures Chevrolet Camaro ZL1 en programme complet dans la NASCAR Cup Series soit la n°1 pilotée par Ross Chastain et la no 99 pilotée par Daniel Suárez. Elle engage également sur certaines courses de la saison, la voiture no 91 en programme partiel pour divers pilotes. Les carrosseries et les moteurs sont fournis par la Richard Childress Racing.
En 2024, l'équipe s'engage en MotoGP, en tant qu'équipe satellite d'Aprilia en reprenant la structure de la RNF Racing.

## NASCAR
A l'été 2020, l'écurie Leavine Family Racing annonce la vente de ses actifs. Justin Marks, ancien pilote en NASCAR Cup Series, fait une offre de reprise. Finalement, la Leavine Family Racing vend ses actifs à la Spire Motorsports. Le 14 août, Marks annonce la création de sa propre équipe dénommée Trackhouse.
Le 15 janvier 2021, il est annoncé qu'Armando Christian Pérez, mieux connu sous le nom de scène Pitbull, a investi dans l'équipe de Marks. Le 30 juin 2021, la Trackhouse annonce l'achat de l'écurie Chip Ganassi Racing et avec elle, ses deux charters (no 1 et no 42). Elle peut ainsi engager deux voitures pour toutes les courses de la saison 2022.
Le 16 septembre 2023, la Trackhouse signe un accord pluriannuel avec le pilote Zane Smith (en), champion 2022 de la NASCAR Camping World Truck Series. L'accord précise qu'il sera engagé en 2024 par l'écurie Spire Motorsports en NASCAR Cup Series et qu'il rejoindra la Trackhouse en programme complet dans leur troisième voiture pour la saison 2025.
Le 11 janvier 2024, la Trackhouse recrute le mpilote Connor Zilisch (en) dans le cadre d'un contrat pluriannuel. En 2024 et 2025, il pilotera dans diverses séries inférieures avant d'intégrer éventuellement la Cup Series en 2026.

### Voitureno1

#### Ross Chastain (depuis 2022)

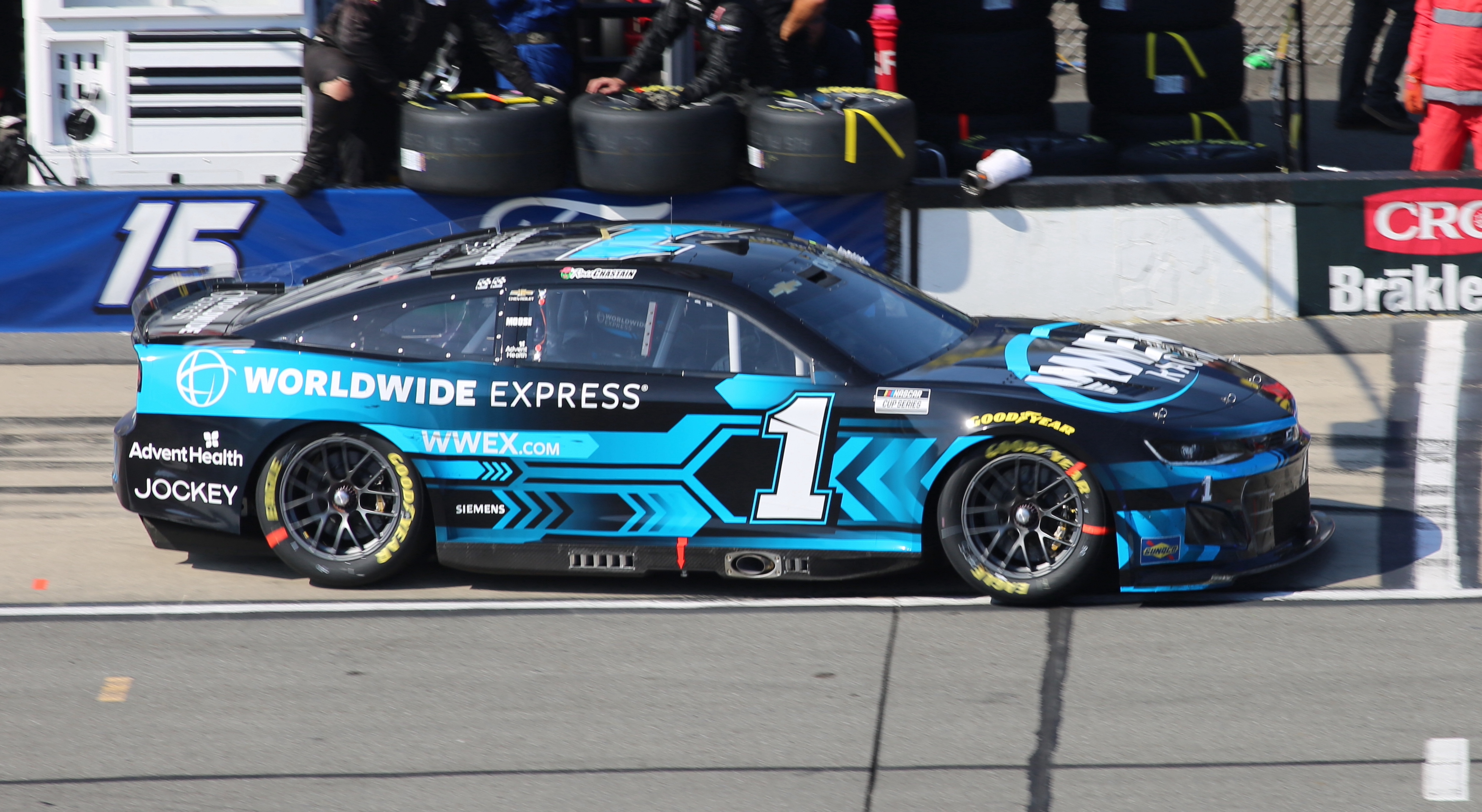
Ross Chastain dans la no 1 au Pocono Raceway en 2022

Le 3 août 2021, l'équipe annonce que Ross Chastain conduira en 2022, sa deuxième voiture, la no 1. Chastain remporte la première victoire de sa carrière en Cup Series et la toute première victoire de la Trackhouse lotrs de la course sur le Circuit des Amériques. Un mois plus tard, il remporte sa deuxième course de Cup Series sur le circuit de Talladega.
Ross Chastain atteint la phase finale des playoffs 2022 après un mouvement particulièrement audacieux à Martinsville. Il s'appuie sur le mur extérieur à plein régime dans le dernier virage de la course, se frayant ainsi un passage qui lui permet de dépasser Denny Hamlin pour terminer cinquième (il sera finalement classé quatrième après la disqualification de Brad Keselowski après la course). Il termine classé troisième lors de la finale disputée à Phoenix et deuxième du championnat.
En 2023, Ross Chastain remporte sa première victoire de la saison à Nashville. Le 11 juillet, Anheuser-Busch annonce avoir signé un accord de sponsoring pluriannuel pour la voiture no 1 à partir de la saison 2024, mettant fin à son partenariat de dix ans avec la voiture no 4 de la Stewart-Haas Racing. Ross Chastain est éliminé dès les huitièmes de finale des playoffs à la suite de la course sur le « roval » de Charlotte. Il remporte toutefois la course finale de la saison disputée à Phoenix et termine neuvième du championnat.

### Voitureno91

#### Temps partiel avec différents pilotes (2022-2023)

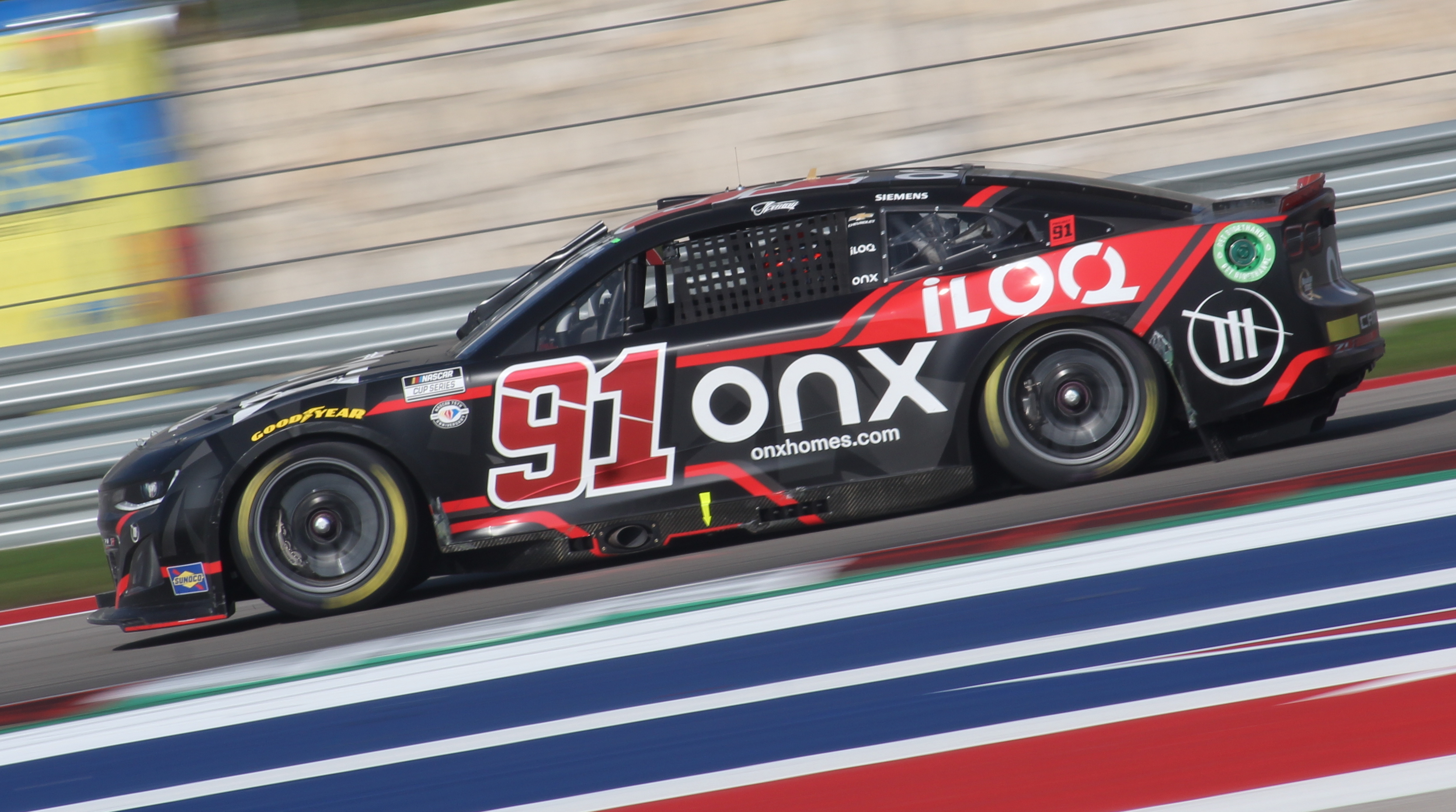
Kimi Räikkönen dans la no 91 sur le Circuit des Amériques en 2023

Le 24 mai 2022, la Trackhouse annonce la création de « Project91 », une voiture engagée à temps partiel pour permettre à des pilotes internationaux  de piloter en NASCAR Cup Series. Deux jours plus tard, il est annoncé que Kimi Räikkönen, champion du monde 2007 de Formule 1, pilotera la voiture no 91 sur le circuit routier de Watkins Glen. Kimi Räikkönen termine 37e après un crash lors du 45e tour. Plus tard dans la saison, Räikkönen pilote à nouveau la voiture no 91 sur le Circuit des Amériques où il termine classé 29e.
Le 18 mai 2023, l'équipe annonce que le pilote néo-zélandais Shane van Gisbergen fera ses débuts en NASCAR lors de la  première édition de la course urbaine à Chicago. Occupant la troisième place au départ, Shane van Gisbergen remporte la course et devient le premier pilote depuis 60 ans à remporter sa première course en NASCAR. Il participe à sa deuxlière course de la saison 2023 sur le circuit routier d'Indianapolis où il se classe 10e.

#### Daniel Suárez (depuis 2021)

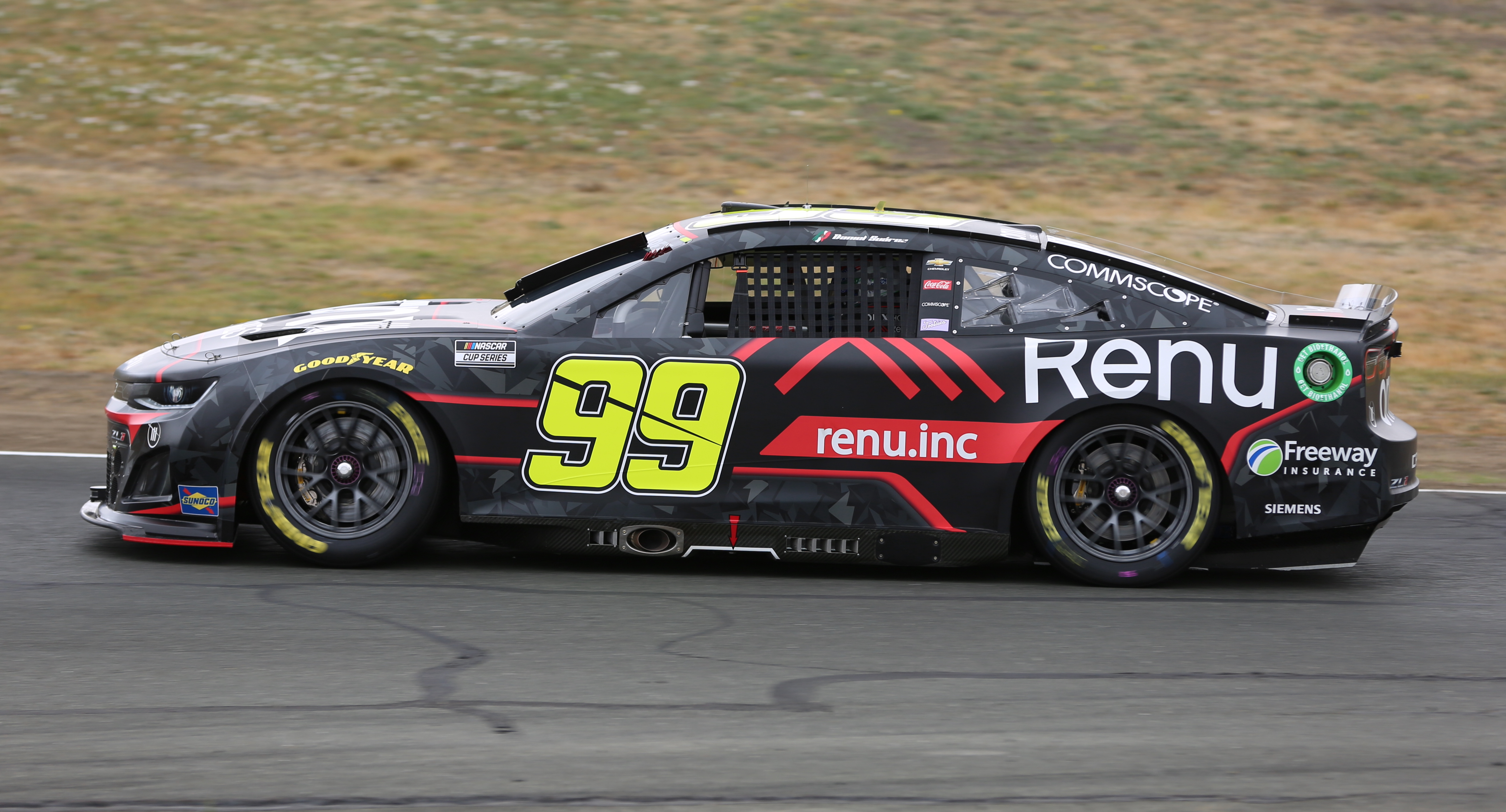
Daniel Suárez dans la voiture no 99 lors de sa victoire au Sonoma Raceway en 2022

Le 7 octobre 2020, l'équipe annonce que Daniel Suárez pilotera en programme complet, la voiture no 99 lors de la saison 2021. Plus tard, l'équipe annonce qu'elle a loué un charter auprès de l'écurie Spire Motorsports afin de se garantir une participation pour toutes les copurses de la saison 2021. Marks a choisi le no 99 en hommage au pilote Carl Edwards qui a utilisé ce numéro pendant la majeure partie de sa carrière en Cup Series. Daniel Suárez obtient le premier « Top-5 » de l'équipe en termùinant quatrième lors de la course sur terre de Bristol. Avec un total de quatre « Top-10 » sur la saison, le pilote mexicain termine classé 25e du championnat 2021.
Le 22 mai 2022, Daniel Suárez remporte le All-Star Race Open (course ne comptant pas pour le championnat) pour la deuxième fois de sa carrière. Ainsi qualifié pour la All-Star Race, il y termine à la cinquième place. À Sonoma, il devient le premier pilote d'origine mexicaine à remporter une course de Cup Series. Daniel Suárez est finalement éliminé en huitièmes de finale des playoffs après avoir terminé 36e sur le « Roval » de Charlotte. Suárez termine dixième du championnat 2022, son meilleur classement en carrière.
Sans victoire, avec trois « Top-5 » et dix « Top-10 », Suárez rate les playoffs en 2023 et termine 19e du championnat.
Lors de la deuxième course de la saison 2024, Daniel Suárez bat Ryan Blaney et Kyle Busch lors de la course d'Atlanta. Ils sont départagés à la photo-finish et il remporte sa deuxième victoire en carrière en Cup Series.

## MotoGP
La Trackhouse Entertainment Group annonce le 5 décembre 2023 qu'elle reprend la place de la RNF Racing en MotoGP, cette dernière ayant été exclue de la grille 2024 par la Dorna.
L'équipe participe à la compétition sous le nom de la « Trackhouse Racing » et en tant qu'équipe satellite Aprilia.